# Hotel del Llac
Hotel del Llac és una obra de Puigcerdà (Baixa Cerdanya) inclosa a l'Inventari del Patrimoni Arquitectònic de Catalunya.

## Descripció
L'hotel del Llac es troba pràcticament enrunat.

## Història
Havia tingut gran importància social en els moments d'esplendor de primers de segle en què es varen edificar una sèrie de xalets d'estiueig al voltant del llac de Puigcerdà.
Cap a l'any 1947 es va ampliar la planta d'una casa noble de les properes a l'estany i es va rehabilitar per hotel, inaugurat el 1948.
Al voltant de 1978 es va cremar el cos central de l'antiga torre i s'esfondrà la teulada. En aquella època l'hotel i annexes estaven tancats. Més tard es va obrir al públic l'hotel annexe, però el cos cremat no s'ha tornat a reedificar i només en resten els murs.